# Sindicato de Estudiantes de los Países Catalanes
El Sindicato de Estudiantes de los Países Catalanes (SEPC; en catalán: Sindicat d'Estudiants dels Països Catalans ) es una organización estudiantil española, de la izquierda independentista catalana y pancatalanista. Celebró su Asamblea Constituyente en Sueca el 1 de mayo de 2006, con la fusión de las organizaciones estudiantiles Alternativa Estel y Coordinadora de Estudiantes de los Países Catalanes. 

## Historia e ideología
La Coordinadora de Estudiantes de los Países Catalanes había sido una confluencia previa, en mayo de 1999, de las asociaciones estudiantiles: Bloc d'Estudiants Independentistes de Cataluña y Baleares; la Assemblea d'Estudiants Nacionalistes de la Comunidad Valenciana; la Associació Catalana d'Estudiants de Rosellón (Francia) y el Col·lectiu Universitari Andreu Nin de la URV.
Según el SEPC, su estructura interna se basa en asamblearismo, el control democrático y la plena participación, criticando el burocratismo. 
El SEPC defiende la construcción de un marco educativo para los denominados Países Catalanes desde una óptica de izquierda. En este sentido, son defensores de la independencia de Cataluña, desde una óptica pancatalanista.  
Tiene presencia en todas las universidades públicas de Cataluña, Rosellón, Baleares y Comunidad Valenciana, así como en más de un centenar de centros de secundaria.

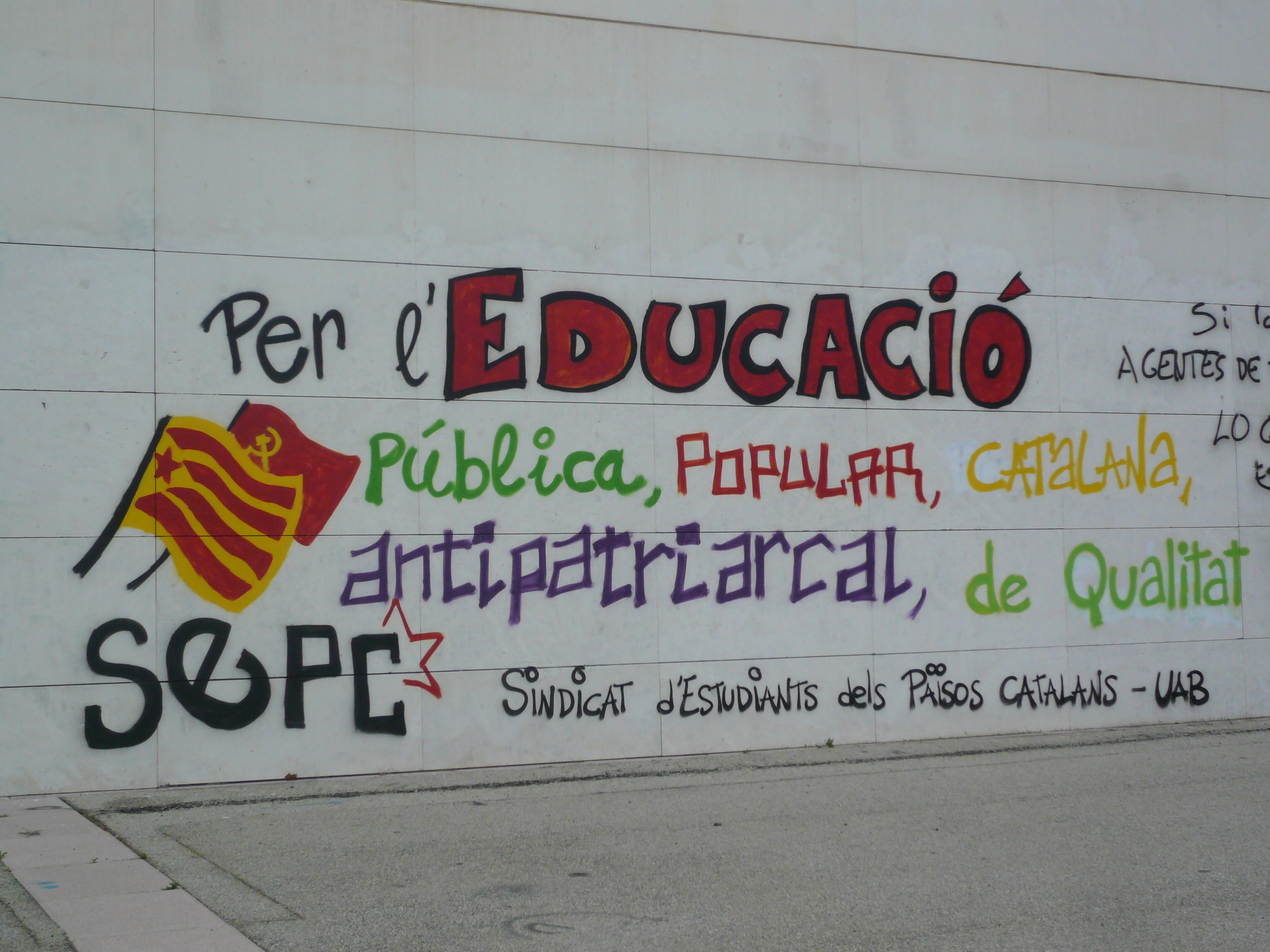
Mural del sindicato en el campus Bellaterra de la UAB en 2012.

Su ponencia ideológica defiende una enseñanza basada en cinco características básicas: público, popular, en catalán, antipatriarcal y de calidad. Durante los últimos años, el SEPC ha sido uno de los protagonistas más activos de las movilizaciones contra el Proceso de Bolonia.
Han promovido el desacato a los dictámenes de la Junta Electoral Central y de otras Juntas Electorales, como la de Sabadell, fomentando la desobediencia.
El 19 de septiembre de 2022 , en el contexto de crisis interna dentro de la Esquerra Independentista, las asambleas de SEPC UB-Raval y SEPC Diagonal anunciaron su auto-disolución por desacuerdos con la dirección y compartir posición con el proyecto de Horitzó Socialista.

### Episodios violentos
En sus convocatorias de movilización son frecuentes los episodios violentos, especialmente en la Universidad Autónoma de Barcelona. En uno de los boicots que organizaron contra S'ha Acabat!, los asistentes llegaron a amenazar de muerte a los miembros de la organización constitucionalista.
En el año 2009, protagonizaron un intento de ocupación del Departamento de Universidades de la Generalidad de Cataluña. Los manifestantes atacaron a los Mozos de Escuadra con piedras, botellas e incluso macetas. En el año 2012, docenas de estudiantes, pertenecientes en su mayoría al SEPC, destrozaron varios cajeros de la UAB, rompieron cristales y ventanas y atacaron la estación de Universitat Autònoma (FGC), con el objetivo de impedir la celebración de las Pruebas de Acceso a la Universidad. La convocatoria tuvo que ser sofocada con unidades antidisturbios de los Mozos de Escuadra.
En el año 2013, un militante del SEPC ocupó una sede de UPyD, hechos que se investigan a día de hoy en el Juzgado de lo Penal número 5 de Barcelona y que podrían ser constitutivos de delitos de lesiones y violación de domicilio de persona jurídica.
En abril de 2019, ante un acto organizado por S'ha Acabat! en defensa de la Unión Europea y en contra de los nacionalismos, el SEPC organizó un acto de boicot, intentando impedir a los asistentes el acceso al lugar donde se debía desarrollar, un espacio de la Universidad Autónoma de Barcelona. Entre los asistentes se encontraban Cayetana Álvarez de Toledo (diputada del PP), Maite Pagazaurtundúa (eurodiputada de UPyD y, actualmente, de Cs), Alejandro Fernández (presidente del Partido Popular de Cataluña), Manuel Valls (ex primer ministro francés y concejal del Ayuntamiento de Barcelona), Josep Bou (empresario y concejal del Ayuntamiento de Barcelona) y Rafael Arenas (catedrático de Derecho Internacional Privado en la UAB y expresidente de Societat Civil Catalana), sumados al público general. Algunos de los que intentaban acceder recibieron agresiones por parte de los convocados por el SEPC, tales como empujones y golpes, además de numerosos insultos. La convocatoria fue sofocada por los Mozos de Escuadra. Los hechos, que se están investigando en la Fiscalía de Sabadell por orden del Fiscal Superior de Cataluña, describen, a juicio del Ministerio Público, "conductas coactivas y obstativas del legítimo ejercicio por parte de la ciudadanía de los derechos de reunión, manifestación y libre expresión en el espacio público" y, además, "presentan con claridad los caracteres de los delitos cometidos con ocasión del ejercicio de los derechos fundamentales y las libertades públicas garantizados por la Constitución".
El SEPC, además, ha defendido y homenajeado a antiguos terroristas de ETA, como Marina Bernadó, para la que reclamaban "honor y gloria".